# CatCat
CatCat é uma banda duo finlandesa que participou no Festival Eurovisão da Canção 1994 cantando o tema  "Bye Bye Baby" (Adeus Adeus querido) . Terminaram em 22º lugar, com apenas 11 pontos. O duo era constituído por duas irmãs  Katja and Virpi cujo apelido  Kätkä é  Kätkät no plural , forma que se pronuncia CatCat, daí o seu nome.

## Discografia

### Álbuns
- CatCat (1991)
- Bye Bye Baby (1994)
- Enkeli (1995)
- Yö ja päivä (2001)
- Parhaat (Poptori, 2002, compilação)
- Hitit (Poptori, 2004, compilação)
- CatCat 20 vuotta – Juhlalevy (2012, compilação)
- Kukat kauniit (2015)
- CatCat 25v (2017)